# 古込
古込（ふるごめ）は、千葉県成田市の大字。2017年10月31日現在の人口は0人。郵便番号は282-0004（成田国際空港内）、286-0104（その他）。

## 地理
成田市の南東部に位置し、遠山地区に所属する。
周辺の取香、天神峰、一鍬田（香取郡多古町）、香山新田（山武郡芝山町）、木の根、天浪、駒井野と隣接する。
隣接する天浪と同様、区域のほぼ全てが成田国際空港（旧称・新東京国際空港）の敷地の一部であり、第二旅客ターミナルや誘導路などの施設が置かれている。

## 歴史
古込は戦後開拓を中心とした地区であった。
空港建設に伴い、全域が予定敷地となり、第二旅客ターミナル等空港関連施設の敷地となった。
建設に先立って行われた発掘調査では、約3万年前の旧石器が見つかっている。
空港建設決定時は周辺地域とともに三里塚闘争（成田空港問題）が発生したが、古込の住民らは早期に絶対反対から転じて条件交渉を行うことを決定し、周辺地域の部落がこれに続いた。
開港直前に起きた、成田空港管制塔占拠事件の舞台である空港管理ビルは、当地区にある。

## 小・中学校の学区
市立小・中学校に通う場合、学区は以下の通りとなる。
| 地域 | 小学校               | 中学校             |
| ---- | -------------------- | ------------------ |
| 全域 | 成田市立三里塚小学校 | 成田市立遠山中学校 |

## 施設

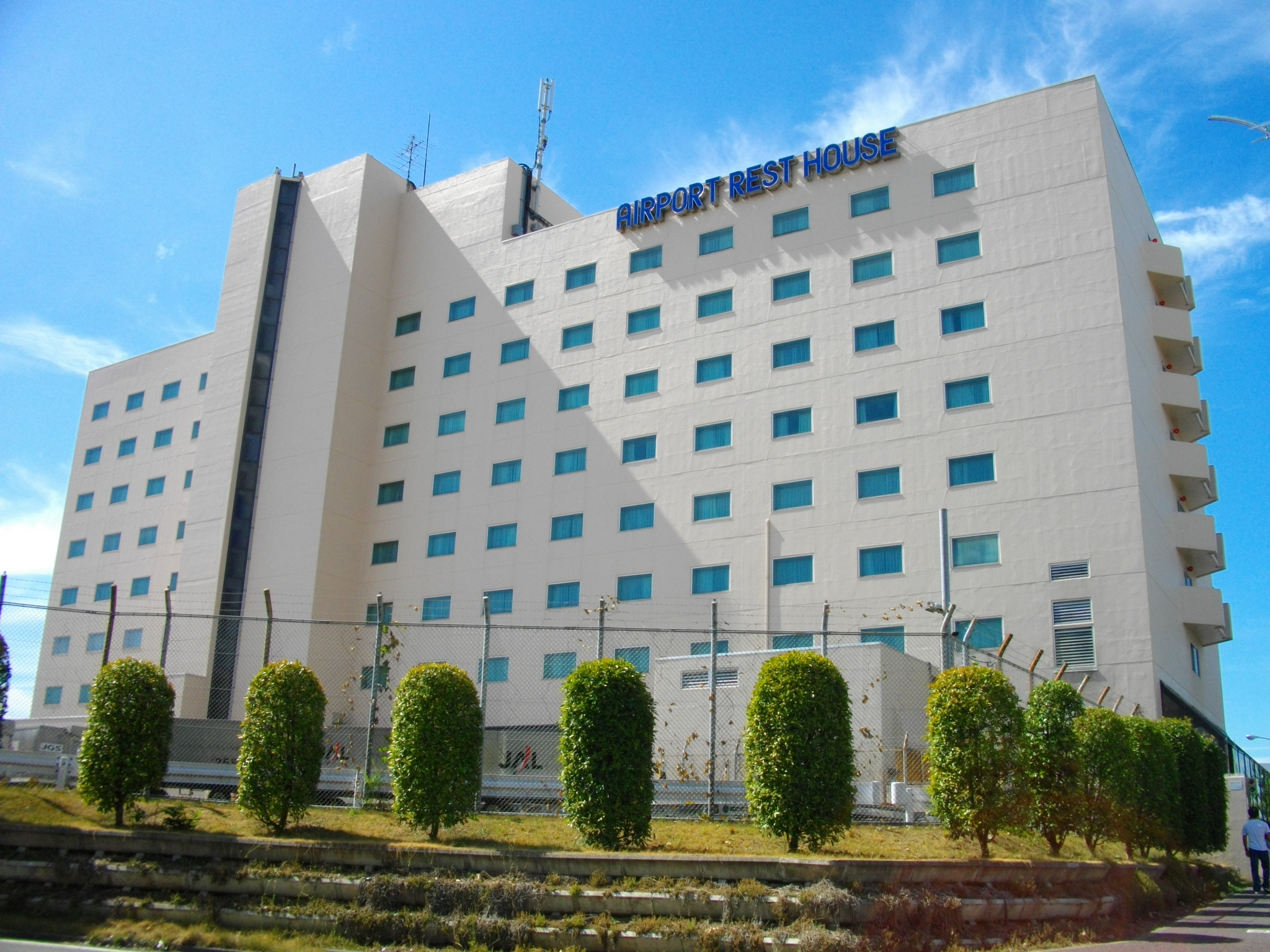
成田エアポートレストハウス

- 成田国際空港（第2旅客ターミナル・空港管理ビル）
- 成田エアポートレストハウス
- 成田国際空港警察署
- 成田国際空港株式会社本社
- ティエフケー成田本社

## 交通

### 道路
- 新空港自動車道
  - 新空港インターチェンジ
- 国道295号（空港通り・取香方面）

### バス
成田国際空港第二旅客ターミナルおよび東成田駅発着のバスが存在する。

### 鉄道
- JR東日本成田線空港支線、京成電鉄京成本線・成田スカイアクセス
  - 空港第2ビル駅
- 京成東成田線、芝山鉄道
  - 東成田駅

## ギャラリー

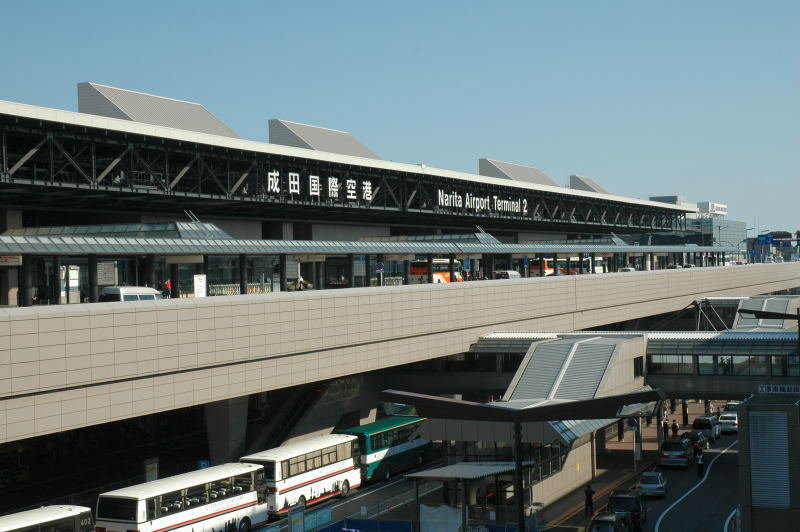
第2旅客ターミナル
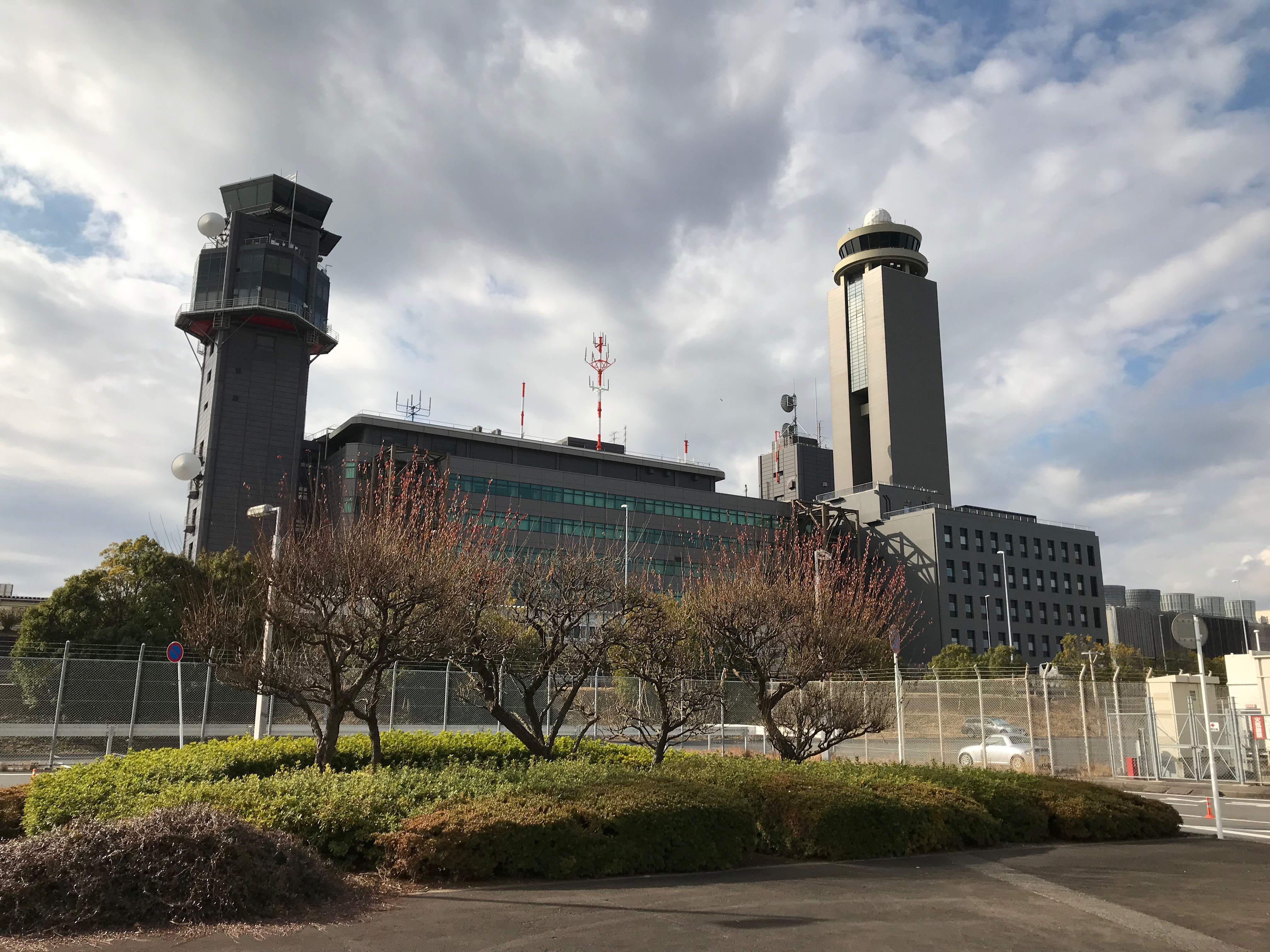
空港管理ビル
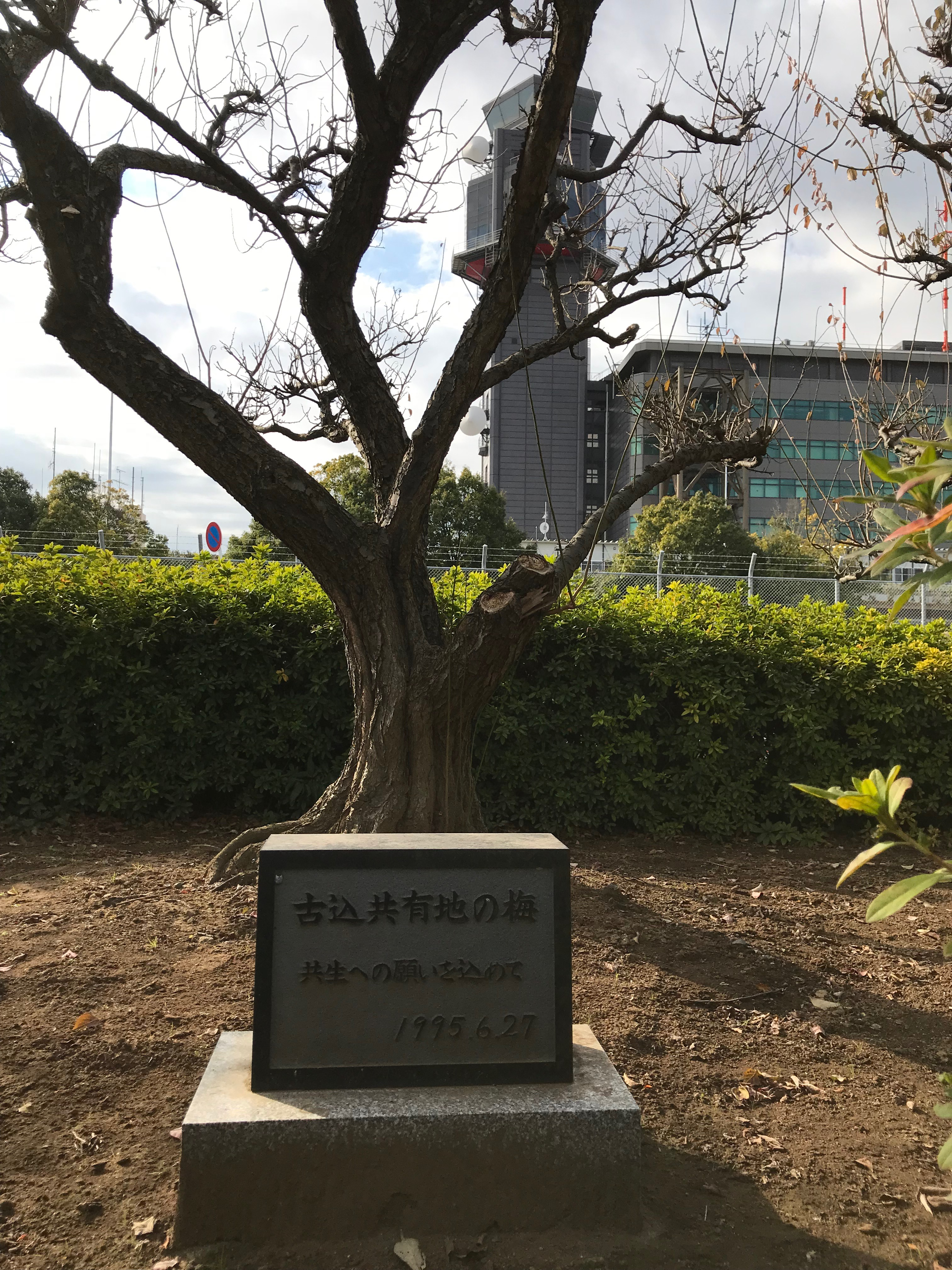
古込共有地にあった梅の木と石碑
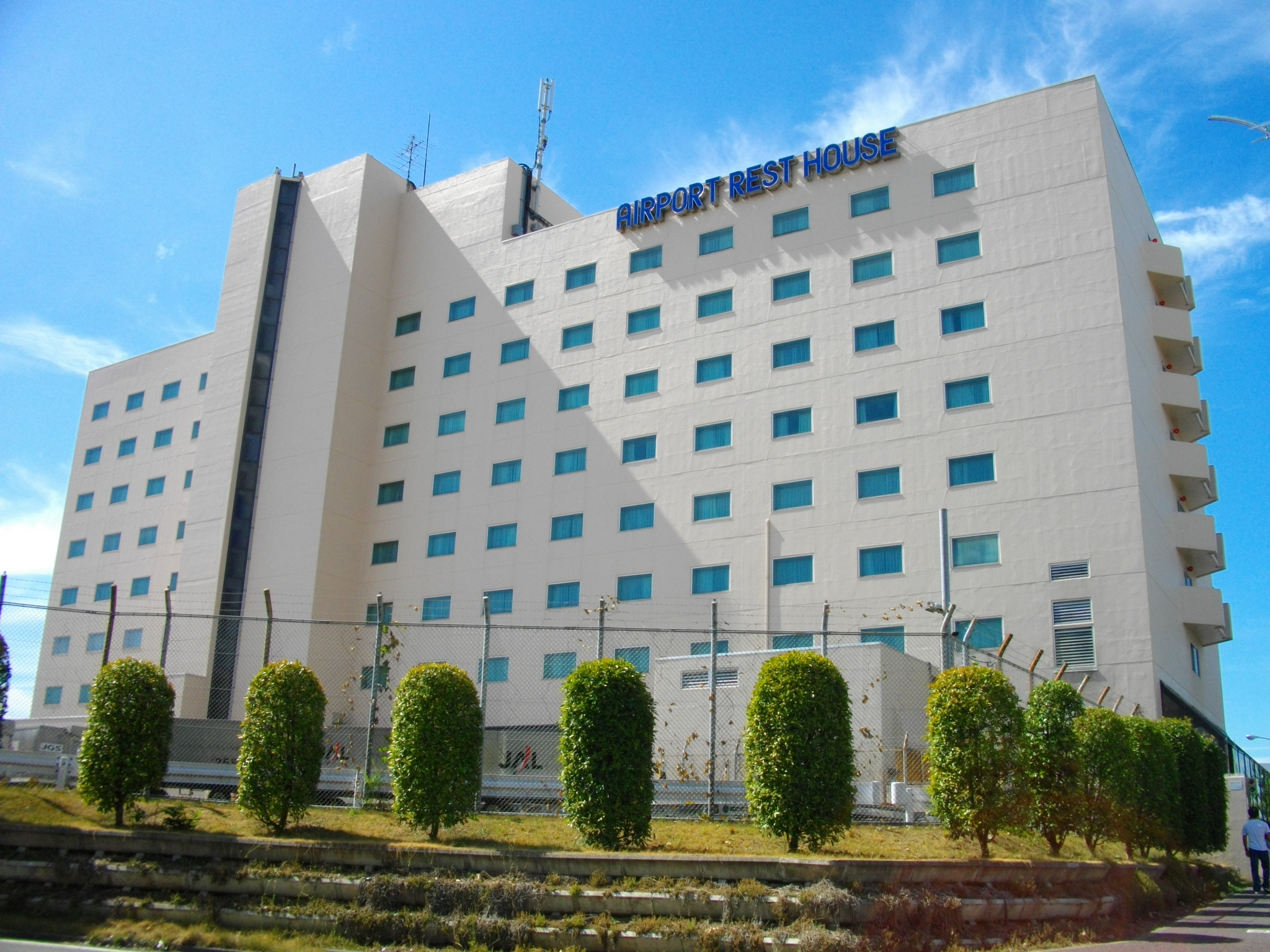
成田エアポートレストハウス
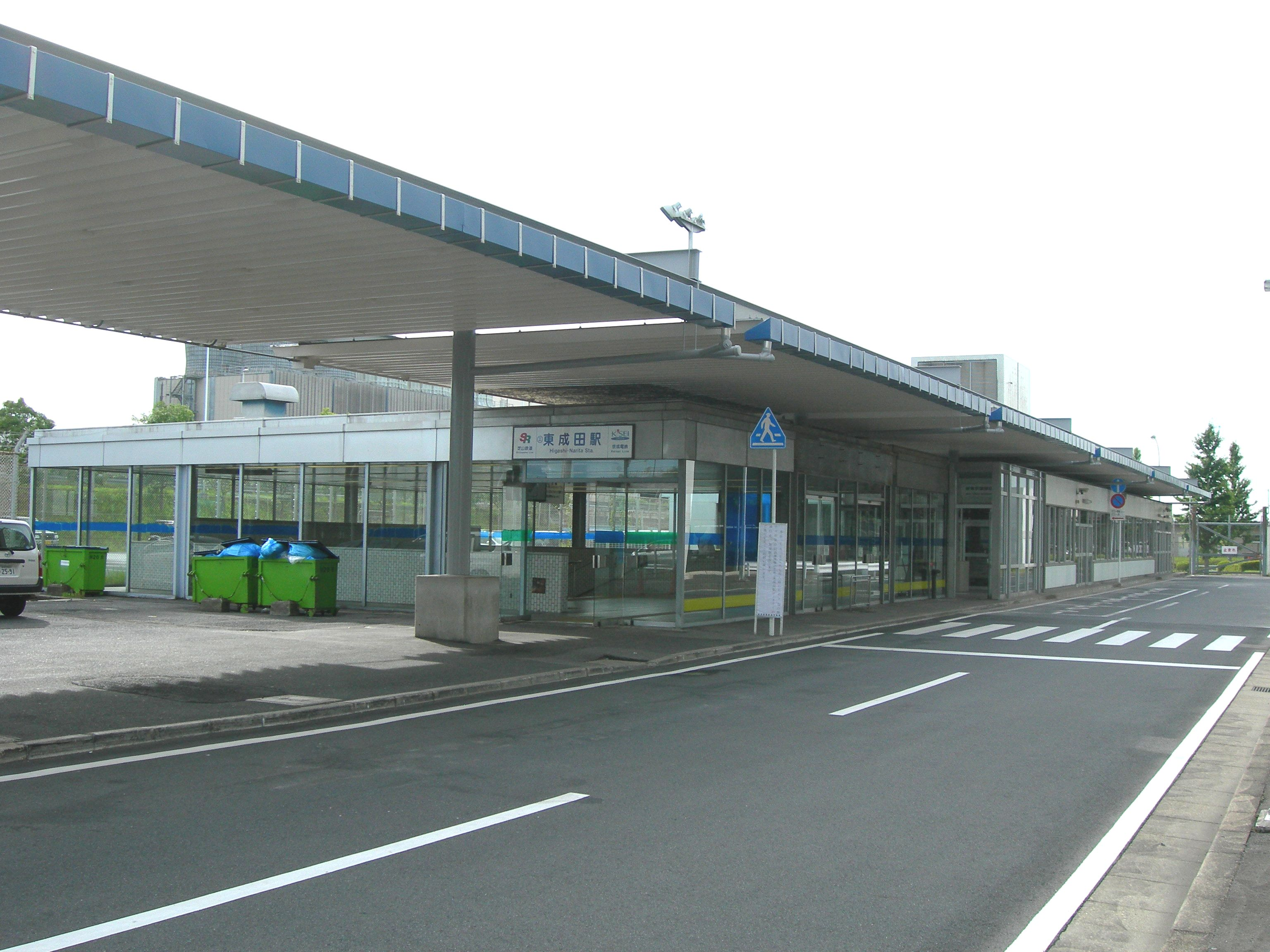
東成田駅